# Tysk höst
Tysk höst är en reportagebok av Stig Dagerman utgiven 1947. Boken är en samling reportage som först publicerades i Expressen. Dagerman skildrar livet för vanligt folk bland ruinerna i det sönderbombade Tyskland. Den blev tidigt utnämnd till en stilbildande klassiker och har bland annat kallats för "den mest fullödiga och mångfasetterade efterkrigsskildringen." Dagerman nämner dock inte Förintelsen och mordet på Europas judar i boken. Den har översatts till ett flertal språk. 2010 kom en ny utgåva med förord av Elfriede Jelinek.